# الفهد 300
الفهد 300 صاروخًا باليستيًا عراقيًا قصير المدى يعمل بالوقود الصلب كان يستند إلى صاروخ أرض-جو السوفيتي إس-75 دفينا، والمدة المتوقع 300 كم، وهو ما يخالف الحدود التي نص عليها مجلس الأمن الدولي 687 الذي نص على أن العراق لا يسمح له بامتلاك صواريخ يقل مداها عن 150 كم. وبالتالي، توقف مشروع الصواريخ وأعلن عن التخلي عنه في عام 1993.

## تاريخ التطوير والتشغيل
بدأ العراق سراً العمل على صاروخ أرض-أرض في آب/أغسطس 1991، من طراز جاي-1 استناداً إلى صاروخ إس-75 دفينا دون إخطار لجنة الأمم المتحدة الخاصة  أثناء تطوير الصاروخ، وقد أعلن عن صاروخ أبابيل-100، واعترف العراق لاحقاً بإخفاء مشروع صاروخ فهد مع أبابيل-100 حيث لوحظ وجود أوجه تشابه بين جاي-1 وأبابيل-100. [1] وكان العراق قد أعلن عن التخلي عن المشروع في مايو 1993، وأجرى ست تجارب بين يناير وأبريل 1993 وقدم تفاصيلها للجنة الخاصة. وأعلن العراق أن مدى الصاروخ 134 كم ولكن لم تتمكن اللجنة الخاصة من التحقق من ذلك. وكان الفريق حسين كامل المجيد قد أصدر الأوامر الخاصة بالمشروع وسريته. وقد ادعى العراق إجراء 21 تجربة طيران في المجمل وأمرت اللجنة الخاصة بتدمير 9 من هذه الصواريخ.

## الفهد 500
عُرضت النسخة ذات المدى البالغ 500 كم في معرض بغداد للأسلحة عام 1989، إلا أن هذه النسخة لم تصل إلى مرحلة التصميم، ووفقًا لرأي البنتاغون كانت مجرد نموذج لحملة دعائية.